# 文運
文運（1826年—？年），巴岳特氏，成都駐防鑲黃旗蒙古德金布兼署佐領下人，咸豐二年繙譯進士，晚清官員。

## 生平[1]
- 咸豐元年（1851年），中咸豐元年辛亥恩科繙譯舉人[2]；
- 咸豐二年（1852年），中式繙譯進士，改庶吉士。
- 咸豐三年（1853年）四月二十二日，散館奉旨以中書用。
- 咸豐七年（1857年）七月二十六日，補授內閣蒙古中書；九月遵捐銅事例加捐同知，雙月在仕候選；十月遵捐銅事例加捐道員分發甘肅試用；改發四川候補道[3]。